# Нортхамптън
За града в Съединените щати вижте Нортхамптън (Масачузетс).
Нортхамптън (на английски: Northampton, звуков файл и буквени символи за произношение ) е град в централна Англия. Той е най-голямото селище и административен център на графство Нортхамптъншър. Населението на самия град е 189 474 жители.
Нортхемптън е традиционен център на производството на обувки и кожарската промишленост.

## Икономика
В Нортхамптън се намира фирмата Косуърт за производство на автомобилни дивгатели.

## Известни личности
Родени в Нортхамптън
- Франсис Крик (1916 – 2004), физик и биохимик
- Пат Макграт (р. 1966), гримьорка

Починали в Нортхамптън
- Джеръм К. Джеръм (1859 – 1927), писател